# Краттенмахер, Морис
Морис Максимилиан Краттенмахер (нем. Maurice Maximilian Krattenmacher; род. 11 августа 2005 года в Бад-Айблинге, Германия) — немецкий футболист, игрок клуба «Бавария», выступающий на правах аренды за «Герту».

## Клубная карьера
Морис начинал карьеру в родном Бад-Айблинге, откуда в 2013 году вошёл в систему мюнхенской «Баварии». Через 3 года игрок перешёл в академию более скромного «Унтерхахинга», откуда выпустился в 2022 году. В том же году Морис дебютировал во взрослом футболе в составе этой команды: 2 августа он вышел на замену в матче региональной лиги «Бавария» против клуба «Хаймштеттен». По итогам сезона 2022/23 игрок провёл 16 игр и забил 4 мяча, тем самым внеся свой вклад в подъём «Унтерхахинга» в Третью лигу. В сезоне 2023/24 Морис отыграл за свой клуб 33 матча и забил 1 гол в третьем немецком дивизионе.
Летом 2024 года игрок вернулся в «Баварию». Вскоре он был отдан в аренду «Ульму» из Второй Бундеслиги. В рамках Кубка Германии 16 августа Морис сыграл против «Баварии». Во Второй Бундеслиге игрок провёл 32 встречи, отметившись в них 3 забитыми мячами. Вернувшись из аренды, Морис был включён в заявку «Баварии» на клубный чемпионат мира 2025. Ему не довелось дебютировать за мюнхенцев на этом турнире: дважды он появлялся на скамейке запасных.
30 июня 2025 года было объявлено, что сезон 2025/26 Морис снова проведёт в аренде во Второй Бундеслиге, на сей раз в составе «Герты».

## Международная карьера
В 2021—2023 годах Морис представлял Германию на юношеском уровне. В составе юношеской сборной Германии (до 17 лет) он принимал участие на юношеском чемпионате Европы 2022. На этом турнире игрок сыграл в 2 матчах группового этапа, а также в четвертьфинальной игре с будущими чемпионами в лице французов. С 2024 года Морис является членом молодёжной сборной Германии (до 20 лет) и имеет на своём счету 6 сыгранных международных встреч.

## Достижения
«Унтерхахинг»
- Победитель Региональной лиги «Бавария» (1): 2022/23

## Личная жизнь
Младший брат Мориса, Уэсли (род. 2008) — тоже футболист, который делает свои первые шаги на взрослом уровне в составе «Унтерхахинга».